# Marxzell
Marxzell este o comună din landul Baden-Württemberg, Germania.